# Parafia św. Judy Tadeusza w Starachowicach
Parafia Świętego Judy Tadeusza w Starachowicach – rzymskokatolicka parafia w Starachowicach, należąca do dekanatu Starachowice-Północ w diecezji radomskiej.

## Historia
Parafia została erygowana 28 października 1997 przez ks. biskupa Edwarda Materskiego z wydzielonego terenu parafii pw. Świętej Trójcy i pw. NMP Nieustającej Pomocy.
Kościół parafialny został wzniesiony w latach 1997–2003 według projektu architekta mgr inż. Zbigniewa Grządzielę i konstruktora mgr inż. Bogdana Cioka z Kielc. Świątynia jest obiektem trzynawowym, zbudowanym na planie krzyża z obszernym prezbiterium. Wieża jest usytuowana w części wejściowej kościoła, zwieńczona kopułą. Po obu stronach naw bocznych znajdują się kaplice w kształcie sześciokąta zwieńczone kopułami. Konsekracji kościoła dokonał bp Henryk Tomasik 7 lipca 2013.

## Zasięg parafii
Do parafii należą wierni ze Starachowic mieszkający przy następujących ulicach: Agrestowa, Al. Wolności, Benedyktyńska, Beskidzka, Bieszczadzka, Bławatkowa, Bratkowa, Czereśniowa, Działki, Jabłoniowa, Kanałowa, Karpacka, Kombatantów, Łysogórska, Makowa, Mała, Morelowa, Ostrowiecka, Podgórze, Podhalańska, Ks. Radoszewskiego, Różana, Sadowa, Sudecka, Targowa, Tatrzańska, Tulipanowa, Wierzbowa, Wiśniowa, Wiklinowa, Ziołowa. 

## Proboszczowie
- od 1997 – ks. Henryk Wólczyński